# Бейран
Бейран (порт. Beirã)  —  район (фрегезия) в Португалии,  входит в округ Порталегре. Является составной частью муниципалитета  Марван. По старому административному делению входил в провинцию Алту-Алентежу. Входит в экономико-статистический  субрегион Алту-Алентежу, который входит в Алентежу. Население составляет 596 человек на 2001 год. Занимает площадь 44,79 км².